# Park Narodowy Wollemi
Park Narodowy Wollemi (ang. Wollemi National Park) – obszar chroniony położony w stanie Nowa Południowa Walia w Australii. 
Park jest częścią obszaru wpisanego na listę światowego dziedzictwa UNESCO – Góry Błękitne.
Górski krajobraz obszaru chronionego cechuje się obecnością głębokich wąwozów i dolin rzecznych, torfowisk, wodospadów i stromych masywów skalnych tworzonych z piaskowców. Około 90% powierzchni parku zajmują luźne lasy eukaliptusowe, w których ze zwarciem wynoszącym tylko 30–70% rośnie ok. 70 gatunków eukaliptusów. Niewielkie powierzchnie zajmują lasy deszczowe i bagna. Osobliwością lokalnej flory jest wolemia szlachetna odkryta w 1994 roku, wcześniej znana ze skamielin sprzed milionów lat.